# カレリア労働コミューン

カレリア労働コミューン
Karjalan työkansan kommuuni
Карельская трудовая коммуна

カレリア労働コミューン（カレリアろうどうコミューン、フィンランド語: Karjalan työkansan kommuuni, ロシア語: Карельская трудовая коммуна）は、現在のカレリア共和国の位置に1920年6月8日から1923年7月25日まで存在したロシア社会主義連邦ソビエト共和国内の自治地域団体である。

## 歴史

### 前史
1919年秋、フィンランド共産党の政治局員エドヴァルド・ギュリングは、フィンランド内戦での赤軍の敗北後、カレリア労働コミューンについての提言をウラジーミル・レーニンの元へ送った。その提言とは、カレリア人の自治国家欲求を満たし、東カレリアを主張することによってフィンランドの領土主張の根拠をなくし、スカンジナビア諸国への革命の輸出のための架け橋を作る、という3つの問題を解決するために、カレリアに社会主義国家を建設する、というものであった。
1920年6月8日、全ロシア中央執行委員会の命令により、カレリア労働コミューンは、オロネツ県とアルハンゲリスク県のカレリア人が居住する地域に形成された。

### 形成
1920年6月8日の全ロシア中央執行委員会命令に基づいて、カレリア革命委員会がコミューンの一時的な最高機関として設立された。委員会は、ギュリング（委員長）、ヴァシリー・クジエフとヤッコ・マキで構成された。
10月14日、ソビエト・フィンランド間でタルトゥ平和条約が締結され、第一次ソビエト・フィンランド戦争が終結した。フィンランドはカレリアの2つの国境地域（レボルスカヤとポロソゼルスキ）を割譲した。戦争が終結した後、ソビエト政府はフィンランドから割譲したレボルスカヤとポロソゼルスキをコミューンに加えた。

### 解体
1921年2月11日から19日にかけて、第1回全カレリア・ソビエト大会が開催さた 。これはカレリア労働コミューンによる最初の憲法上の最高権力機関であった。ソビエト大会には144名の代表が出席した。大会は、コミューンの最高権力機関であるカレリア州ソビエト執行委員会の結成を採択し、25人の執行委員を選出した。初代議長にはギュリングが選出された。
1923年7月25日の全ロシア中央執行委員会および人民委員会議の布告第51号により、カレリア労働コミューンは自治カレリア社会主義ソビエト共和国に移行した。